# Municipio de Tobin (Indiana)
El municipio de Tobin (en inglés: Tobin Township) es un municipio ubicado en el condado de Perry en el estado estadounidense de Indiana. En el año 2010 tenía una población de 768 habitantes y una densidad poblacional de 4,52 personas por km².

## Geografía
El municipio de Tobin se encuentra ubicado en las coordenadas 37°56′45″N 86°36′47″O / 37.94583, -86.61306. Según la Oficina del Censo de los Estados Unidos, el municipio tiene una superficie total de 169.78 km², de la cual 165,52 km² corresponden a tierra firme y (2,51 %) 4,26 km² es agua.

## Demografía
Según el censo de 2010, había 768 personas residiendo en el municipio de Tobin. La densidad de población era de 4,52 hab./km². De los 768 habitantes, el municipio de Tobin estaba compuesto por el 99,22 % blancos, el 0,13 % eran afroamericanos, el 0,13 % eran isleños del Pacífico y el 0,52 % eran de una mezcla de razas. Del total de la población el 0,78 % eran hispanos o latinos de cualquier raza.